# Серміліґаак
Серміліґаак (гренл. Sermiligaaq) — поселення в Гренландії з населенням 209 осіб (станом на 2020 рік). Входить до складу комуни Сермерсоок.

## Галерея

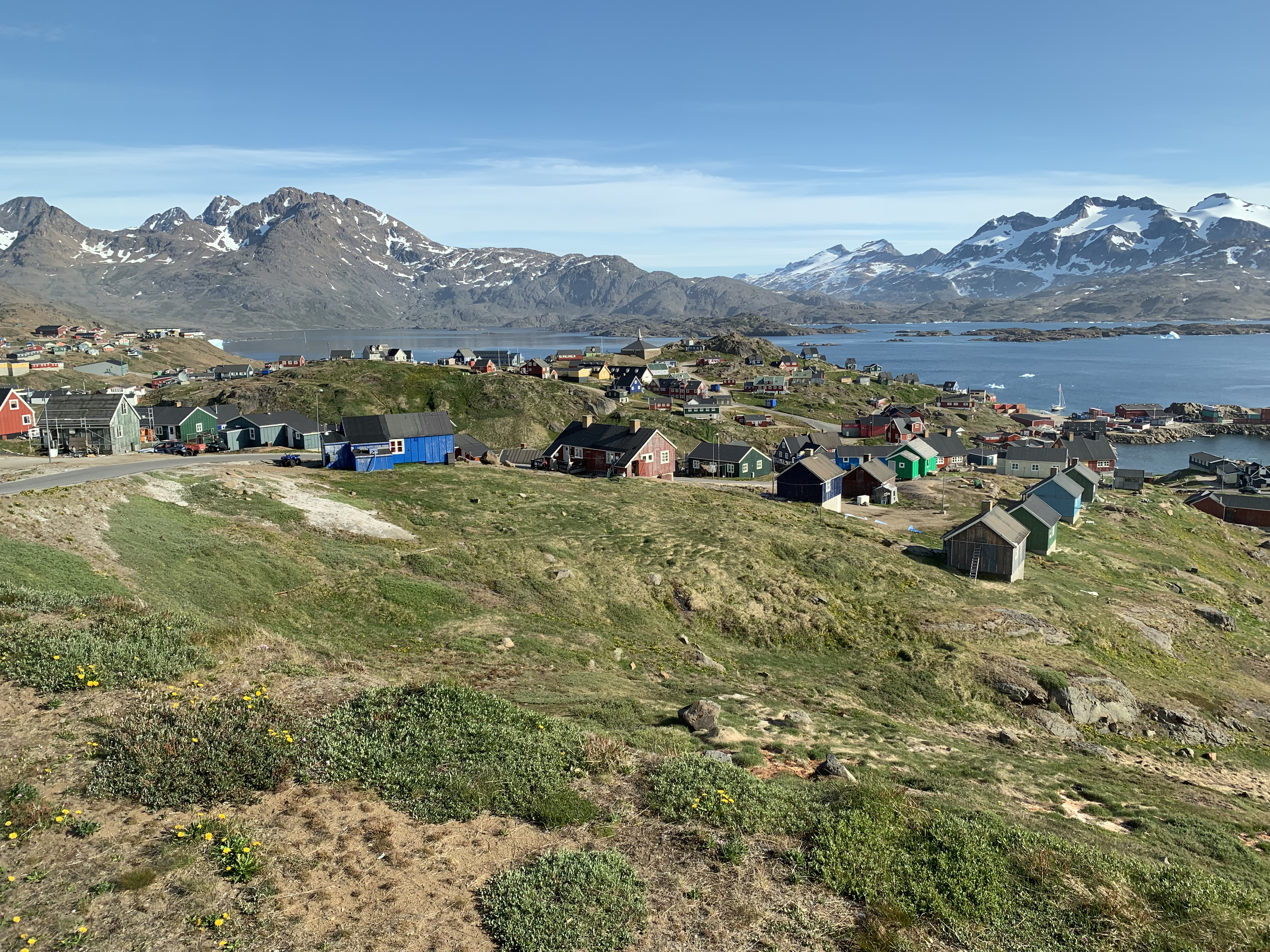
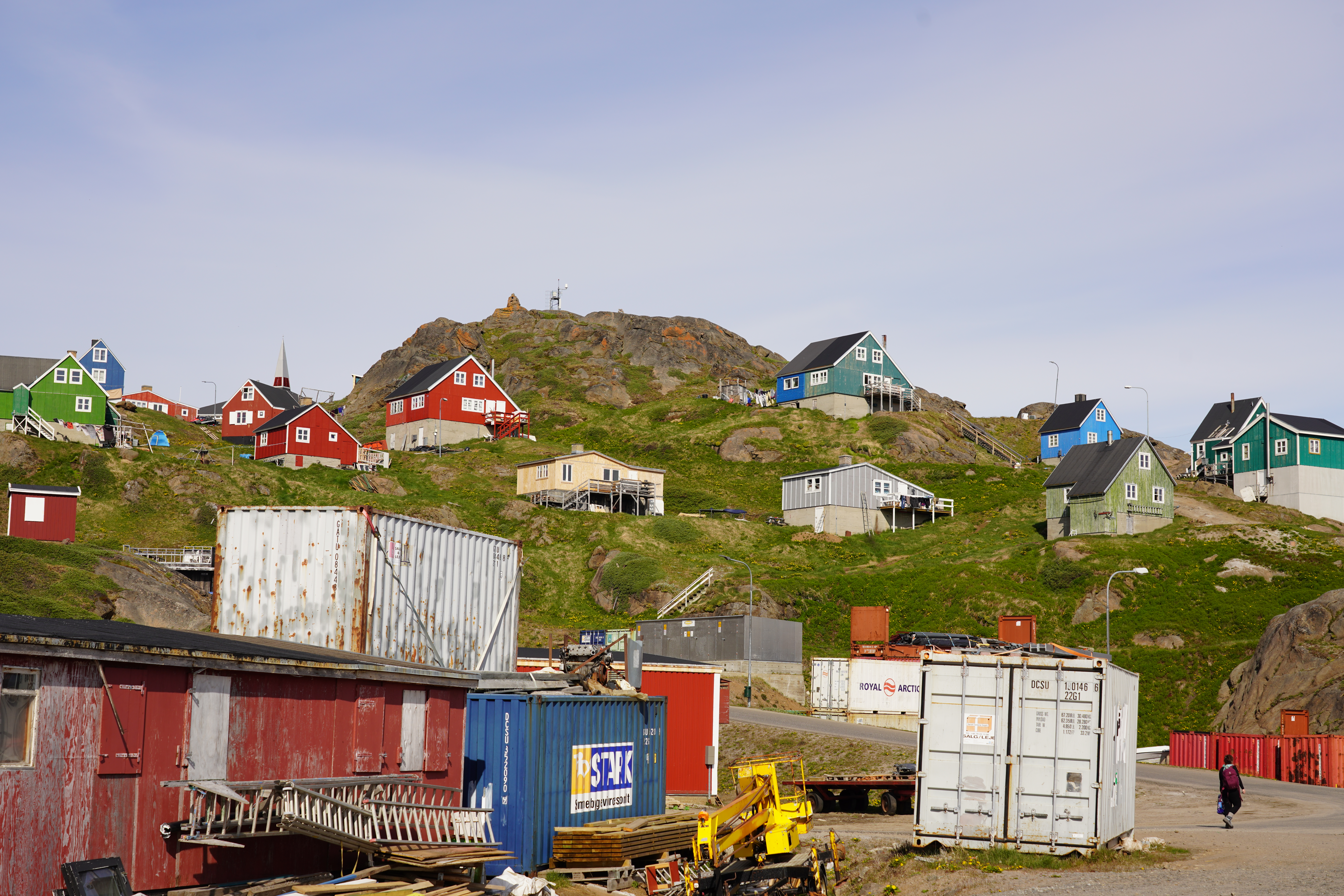
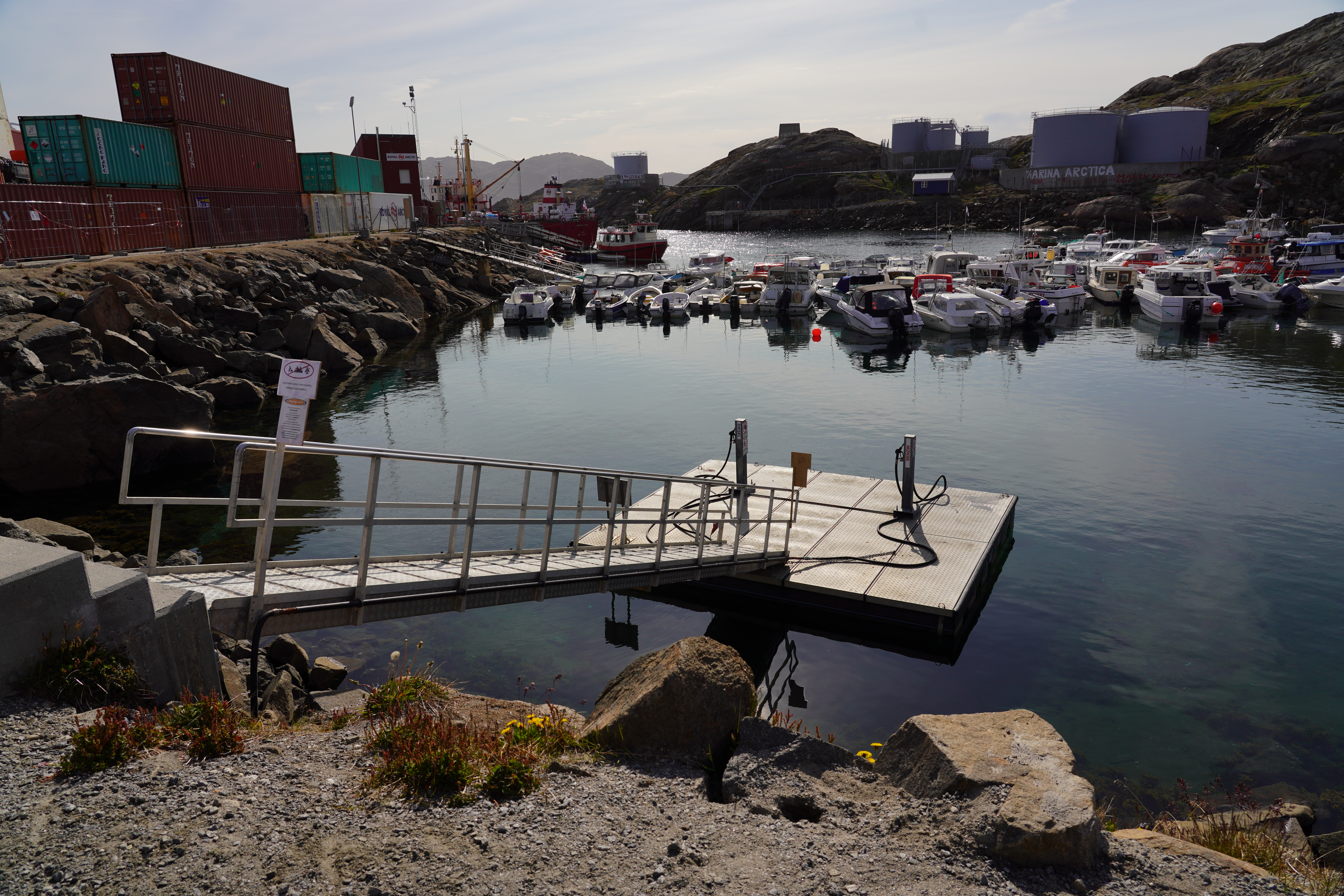
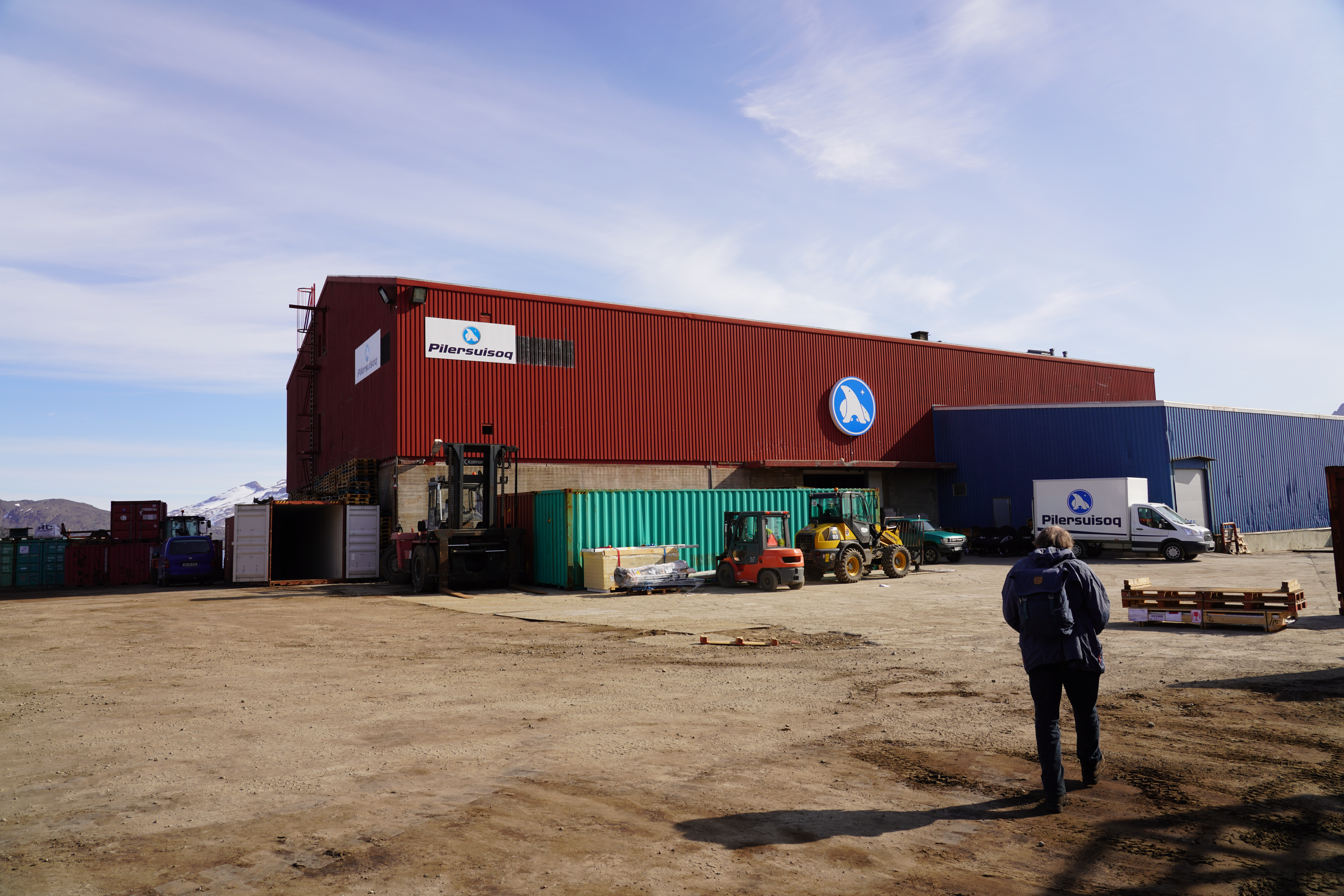
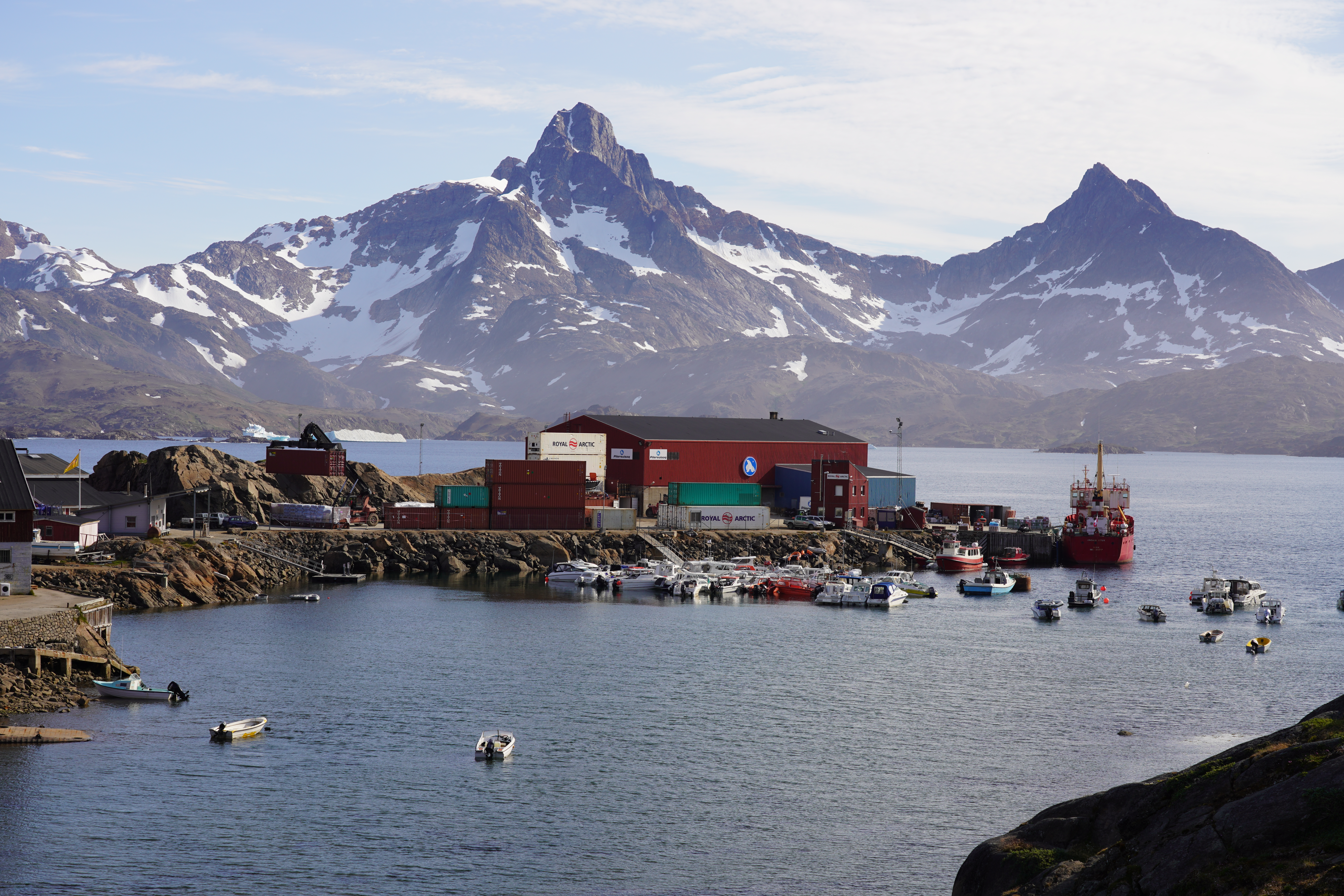
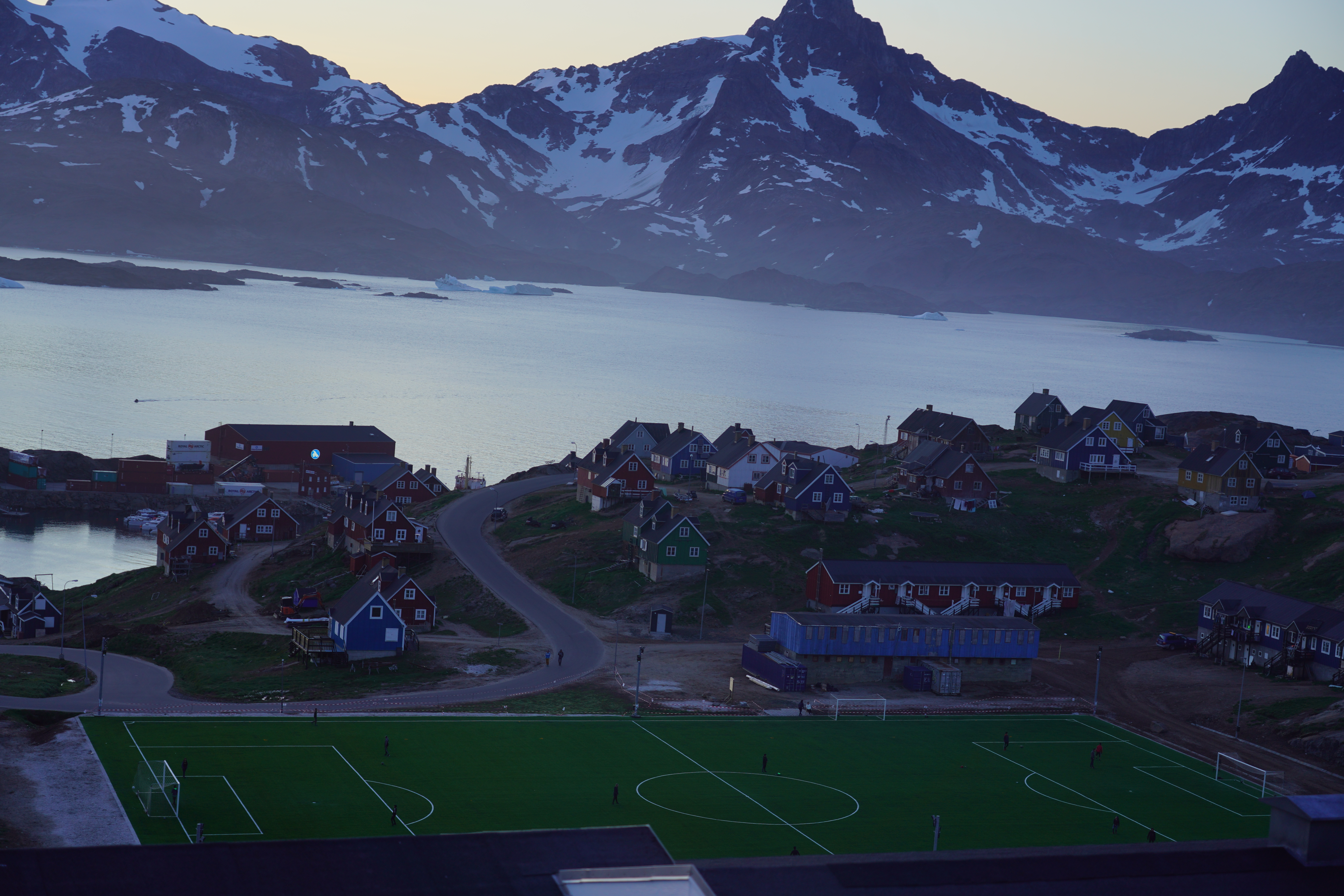